# Georg Lorenz Bauer
Georg Lorenz Bauer (* 14. August 1755 in Hiltpoltstein; † 13. Januar 1806 in Heidelberg) war ein deutscher lutherischer Theologe.

## Leben
Als Sohn eines Pfarrers studierte er ab 1772 Theologie an der Universität Altdorf bei Nürnberg. Mit Leidenschaft studierte er ebenso orientalische Sprachen. Im Jahre 1775 promovierte er zum Magister und wurde ein Jahr darauf in der Schlosskapelle zu Nürnberg der Frühprediger. Ab 1786 war er Lehrer an, ab 1787 der Konrektor der St.-Sebald-Schule. Anno 1789 wurde er Professor der Rhetorik und morgenländischer Sprachen sowie der Ethik in der Nachfolge des 1788 verstorbenen Orientalisten Johann Andreas Michael Nagel an der Altdorfer Hochschule. 1805 ging er als Professor für morgenländische Literatur und der biblischen Exegese an die Universität Heidelberg und erhielt dort im gleichen Jahr den Titel eines Kirchenrats.
Er wurde wegen seiner Aufklärungstheologie unter Anwendung der historisch-kritischen Methode im Hinblick auf das Alte und das Neue Testament bekannt. „Er war der Auffassung, dass ein kritisches Ausscheiden alles mystischen und sagenhaften, eine für alle Zeiten gültige Wahrheit, den wesentlichen allgemein gültigen Teil der Bibel zum Vorschein bringe würde.“

## Schriften (Auswahl)
- Historisch-kritische Einleitung in das Alte Testament 1794 (3. Auflage 1806)
- Theologie des Alten Testaments 1796 (mit »Beilagen« 1801)
- Entwurf einer Hermeneutik des Alten Testaments und NT. 1799
- Theologie des Neuen Testaments 4 Bde., 1800–02
- Hebr. Mythologie des Alten Testaments und Neuen Testaments mit Parallelen aus der Mythologie anderer Völker, vornehmlich der # Griechen u. Römer. 2 Bde., 1802/03
- Bibl. Moral des Alten Testaments 1803/05
- Bibl. Moral des Neuen Testaments, 1804/05
- Breviarium theologiae biblicae. 1803